# Бжезіни-Яновента
Бжезіни-Яновента (пол. Brzeziny-Janowięta) — село в Польщі, у гміні Дідковичі Сім'ятицького повіту Підляського воєводства.
Населення — 86 осіб (2011).
У 1975-1998 роках село належало до Білостоцького воєводства.

## Демографія
Демографічна структура станом на 31 березня 2011 року:
|          | Загалом | Допрацездатний вік | Працездатний вік | Постпрацездатний вік |
| -------- | ------- | ------------------ | ---------------- | -------------------- |
| Чоловіки | 48      | 9                  | 34               | 5                    |
| Жінки    | 38      | 10                 | 21               | 7                    |
| Разом    | 86      | 19                 | 55               | 12                   |